# Adelodrilus correptus
Adelodrilus correptus är en ringmaskart som beskrevs av Erséus och Davis 1984. Adelodrilus correptus ingår i släktet Adelodrilus och familjen glattmaskar. Inga underarter finns listade i Catalogue of Life.